# Antonio Viola
Antonio Viola (né le 21 septembre 1990 à Potenza dans la région de Basilicate) est un coureur cycliste italien, professionnel entre 2014 et 2016. 

## Biographie
Il met un terme à sa carrière cycliste à l'issue de la saison 2016.

## Palmarès et classements mondiaux

### Palmarès
- 2005
  - 3e du championnat d'Italie sur route cadets
- 2008
  - 2e de la Coppa Valsenio
- 2011
  - 3e du Trofeo Gruppo Meccaniche Luciani
- 2012
  - Gran Premio dell'Industria Civitanova Marche[2]
  - 2e du Mémorial Benfenati

### Classements mondiaux
| Année           | 2013 | 2014 |
| --------------- | ---- | ---- |
| UCI Europe Tour | 823e | 600e |